# Sousel
Sousel és un municipi portuguès, situat al districte de Portalegre (regió d'Alentejo, subregió de l'Alentejo Central). L'any 2004 tenia 5.579 habitants. Limita al nord amb Avis i Fronteira, a l'est i sud amb Estremoz, al sud-oest amb Arraiolos i a l'oest amb Mora.

## Població
| Població del concelho de Sousel (1801 – 2004) | Població del concelho de Sousel (1801 – 2004) | Població del concelho de Sousel (1801 – 2004) | Població del concelho de Sousel (1801 – 2004) | Població del concelho de Sousel (1801 – 2004) | Població del concelho de Sousel (1801 – 2004) | Població del concelho de Sousel (1801 – 2004) | Població del concelho de Sousel (1801 – 2004) | Població del concelho de Sousel (1801 – 2004) |
| --------------------------------------------- | --------------------------------------------- | --------------------------------------------- | --------------------------------------------- | --------------------------------------------- | --------------------------------------------- | --------------------------------------------- | --------------------------------------------- | --------------------------------------------- |
| 1801                                          | 1849                                          | 1900                                          | 1930                                          | 1960                                          | 1981                                          | 1991                                          | 2001                                          | 2004                                          |
| 1492                                          | 4627                                          | 5906                                          | 8531                                          | 10578                                         | 7259                                          | 6150                                          | 5780                                          | 5579                                          |

## Freguesies
- Cano
- Casa Branca
- Santo Amaro
- Sousel